# Hedwiges Maduro
Hedwiges Eduard Martinus Maduro (Almere, Países Bajos, 13 de febrero de 1985), más conocido como Hedwiges Maduro, es un exfutbolista y entrenador neerlandés. Actualmente está sin club.
Como jugador, pudo actuar como defensa central y mediocampista ofensivo, donde comenzó su carrera en el Ajax a la edad de 19 años. Además, pasó varias temporadas en La Liga, principalmente con el Valencia, donde participó en 113 partidos competitivos y ganó la Copa del Rey en 2008. También compitió profesionalmente en Grecia y Chipre.
Maduro, internacional holandés en la década de 2000, representó al país en la Copa Mundial de la FIFA 2006.

## Carrera como jugador

### Ajax
Maduro nació en Almere, Flevoland. En el Ajax, fue elegido como el talento emergente más brillante del club de Ámsterdam en la temporada 2003-04,e hizo su debut en la Eredivisie en la siguiente campaña, su debut en la competición fue contra el Roda JC el 27 de febrero de 2005 en una victoria a domicilio por 2-1. En los años siguientes, Maduro fue titular en la mayoría de las ocasiones con el club neerlandés, ayudando al equipo a ganar dos Copas KNVB y tres Supercopas. Disputó 105 partidos en total con ellos y marcó once goles. 

### Valencia
A mediados de enero de 2008, después de ayudar al Ajax a conseguir el su tercera Supercopa consecutiva, Maduro fichó por el Valencia, en un contrato de cuatro años y medio valorado en 3 millones de euros; Su compatriota Ronald Koeman era el entrenador del equipo.Su debut en La Liga se produjo a finales de mes, con una derrota en casa por 0-1 contra el Almería,y fue titular en los 11 partidos que jugó en su primer año, pero el equipo sólo pudo terminar décimo a pesar de ganar la Copa del Rey, siendo no utilizado en la final ante el Getafe (Koeman ya había sido despedido en ese momento).
En su primera temporada completa en España, Maduro comenzó a desempeñar un papel pequeño, situación que se creó después de su tardío regreso de los Juegos Olímpicos 2008. Sin embargo, el nuevo entrenador Unai Emery finalmente le concedió minutos debido a lesiones y suspensiones, y se desempeñó bien en varias posiciones, incluido el lateral derecho.El 25 de abril de 2009 marcó su primer gol en competición con el club, anotando un tiro de esquina para poner el 1-1 contra el Barcelona en el empate 2-2.
Durante la temporada 2011-12, Maduro pasó la gran mayor parte al margen, sufriendo una grave lesión en el tobillo.

### Sevilla
El 5 de junio de 2012, el Sevilla anunció su fichaje como agente libre.Rechazó una ampliación de contrato en el Valencia y también recibió una oferta del Spartak de Moscú, que acababa de contratar a su antiguo técnico Emery. En su primera temporada, disputó 30 partidos en todas las competiciones para ayudar al equipo a alcanzar la novena plaza, a pesar de haber sido diagnosticado con una enfermedad cardíaca el verano anterior.
Con Míchel fuera del banco y Emery siendo contratado como su reemplazo, rápidamente se consideró que Maduro superaba los requisitos.

### PAOK
El 2 de enero de 2014 se anunció que Maduro firmaría con el PAOK de Grecia por dos años y medio.En febrero de 2015, recuperándose de una lesión en la mano, Maduro solicitó una excedencia y visitó su antiguo club, el Ajax.Tras estar vinculado al Feyenoord, su contrato expiró y ambas partes acordaron separarse.

### Omonia Nicosia
El 20 de julio de 2017, Maduro, de 32 años, firmó un contrato de dos años con el Omonia Nicosia de la Primera División chipriota por una tarifa no revelada, procedente del Groningen.Hizo su debut el 10 de septiembre en el primer partido de la temporada, una victoria en casa por 2-1 contra Ethnikos.
El 9 de agosto de 2018, Maduro anunció su retiro a través de un breve video en Twitter.

## Selección nacional
Ha sido internacional con la Selección de fútbol de los Países Bajos, en 17 ocasiones. Fue elegido para disputar el Mundial de Alemania 2006, y disputó algunos minutos.

### Participaciones en Copas del Mundo
| Mundial                                | Sede         | Resultado        | Partidos | Goles |
| -------------------------------------- | ------------ | ---------------- | -------- | ----- |
| Copa Mundial de Fútbol Juvenil de 2005 | Países Bajos | Cuartos de final | 5        | 2     |
| Copa Mundial de Fútbol de 2006         | Alemania     | Octavos de final | 1        | 0     |

### Participaciones en los Juegos Olímpicos
| Juegos Olímpicos               | Sede  | Resultado        | Partidos | Goles |
| ------------------------------ | ----- | ---------------- | -------- | ----- |
| Juegos Olímpicos de Pekín 2008 | Pekín | Cuartos de final | 4        | 0     |

## Carrera como entrenador
Además de su trabajo como analista en ESPN, Maduro también inició su formación como entrenador de fútbol profesional. Durante la temporada 2018-19, fue entrenador asistente de Erwin van de Looi en Jong Oranje. La temporada siguiente, fue entrenador asistente en la selección neerlandesa sub-18. A mediados de 2020, se convirtió en entrenador del Almere City U21.A partir de diciembre de 2021, también trabajó como entrenador asistente del primer equipo del club de Almere. En abril de 2022 se anunció que sería asistente del primer equipo firmando un contrato por dos años.
En junio de 2023, Maduro firmó un contrato de tres años para convertirse en asistente técnico de su antiguo club, el Ajax.El 23 de octubre de 2023, pasó a ser el entrenador interino del club, tras el despido de Maurice Steijn.Una semana después, fue reemplazado en el cargo por John van 't Schip.
El 13 de mayo de 2024, fue anunciado como entrenador del Almere City a partir de la temporada 2024-25.El 18 de diciembre, fue despedido de su cargo después de una serie de malos resultados que ubicaban al club en puestos de descenso.

## Clubes

### Como jugador
| Club              | País         | Año         | PJ  | Goles |
| ----------------- | ------------ | ----------- | --- | ----- |
| Ajax Ámsterdam    | Países Bajos | 2003-2008   | 81  | 9     |
| Valencia CF       | España       | 2008-2012   | 103 | 3     |
| Sevilla FC        | España       | 2012-2014   | 31  | 0     |
| PAOK Salónica     | Grecia       | 2014-2015   | 37  | 5     |
| Groningen         | Países Bajos | 2015-2016   | 38  | 2     |
| AC Omonia Nicosia | Chipre       | 2017 - 2018 | 28  | 1     |

### Como entrenador
| Club            | País         | Año  |
| --------------- | ------------ | ---- |
| Ajax (interino) | Países Bajos | 2023 |
| Almere City     | Países Bajos | 2024 |

## Palmarés

### Como jugador

#### Campeonatos nacionales
| Título                        | Club           | País         | Año     |
| ----------------------------- | -------------- | ------------ | ------- |
| Supercopa de los Países Bajos | Ajax Ámsterdam | Países Bajos | 2005    |
| Copa de los Países Bajos      | Ajax Ámsterdam | Países Bajos | 2005-06 |
| Supercopa de los Países Bajos | Ajax Ámsterdam | Países Bajos | 2006    |
| Copa de los Países Bajos      | Ajax Ámsterdam | Países Bajos | 2006-07 |
| Supercopa de los Países Bajos | Ajax Ámsterdam | Países Bajos | 2007    |
| Copa del Rey                  | Valencia CF    | España       | 2007-08 |